# Cofap
A Cofap (Companhia Fabricadora de Peças) é uma empresa do setor de peças automotivas fundada em 1951 pelo brasileiro, filho de imigrantes russos, Abraham Kasinski.
Em 1998 Kasinsky vendeu a empresa para o grupo italiano Magneti Marelli, fabricante de sistemas automotivos.
A marca Cofap e em especial um dos seus produtos, o "amortecedor turbogás", ficaram muito conhecidos nos anos 90 pelas peças publicitárias feitas pela agência W/Brasil, protagonizadas pelo cachorrinho da Cofap, um cão da raça Dachshund.

## História
Em 1917, no bairro do Brás, em São Paulo nasce Abraham Kasinsky, o homem que se tornaria o fundador da Cofap. Aos dez anos de idade, começou a trabalhar na loja de auto-peças de seu pai, chamada de Três Leões. Com a morte de seu pai, depois de alguns anos Kasinsky percebeu que a loja estava com seus dias contados. Em 1931, ele resolveu se juntar ao seu irmão para lançar a Cofap, empresa especializada em peças undercar, que são aquelas usadas na parte de baixo dos carros.
Nos anos 70, depois de se consolidar no mercado, a empresa começou a se dedicar para a exportação dos seus produtos. Depois de muito suor e esforço, a expansão deu resultado e fez com que o faturamento da marca chegasse à mais de US$ 1 bilhão por ano. A marca ficou ainda mais conhecida por ter patrocinado carros de corrida que fizeram história no país, como aqueles que participavam da Copa Shell de Marcas e Pilotos.